# Anexe

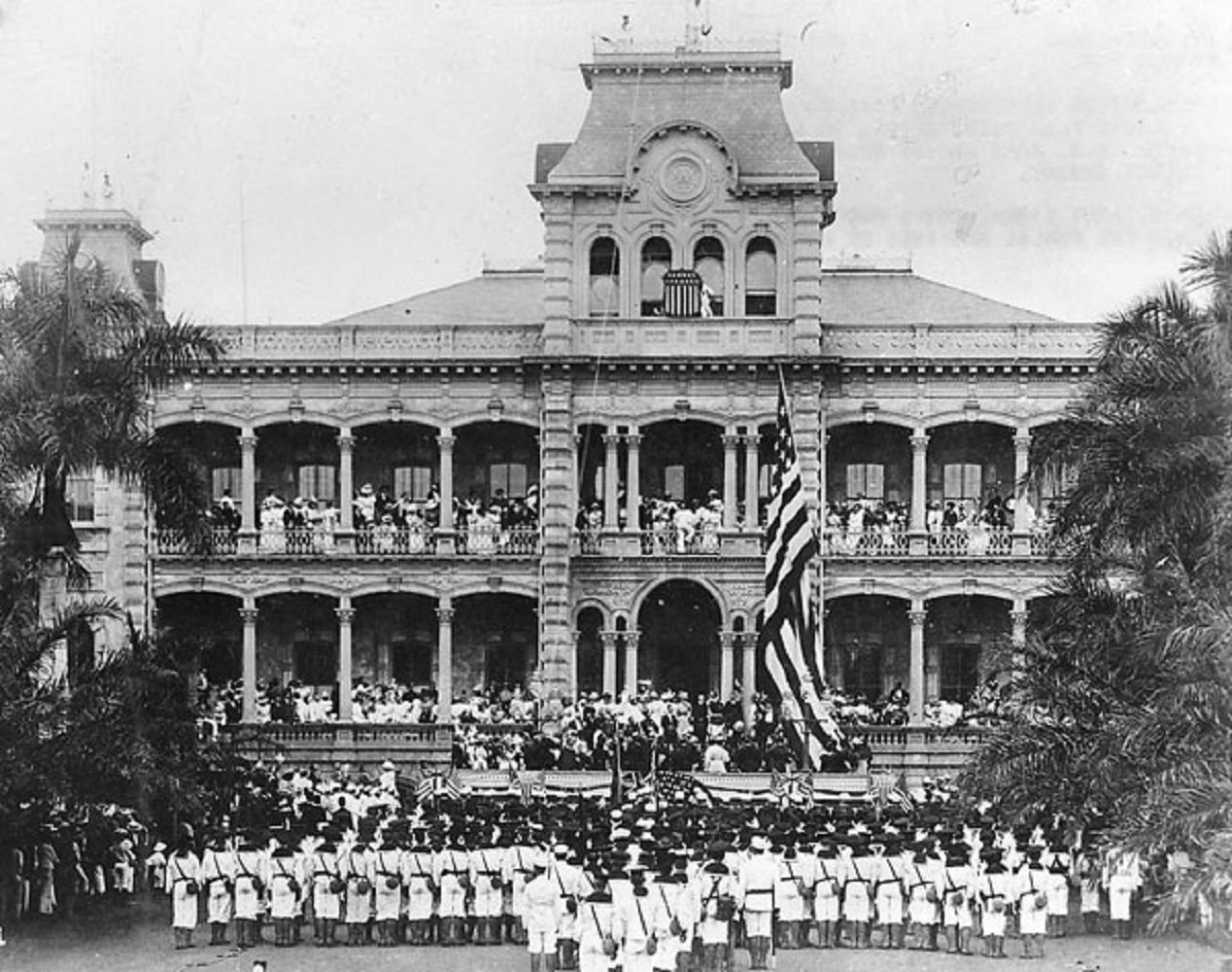
Anexe Havajské republiky Spojenými státy v roce 1898 na základě Newlandsovy rezoluce.

Anexe (latinsky ad-nectere, připojovat) je de iure trvalé připojení (inkorporace) cizího státního území k jinému státnímu celku. Od dočasné vojenské okupace se liší tím, že anektované území se začleňuje do území a správy anektujícího státu.

## Mezinárodní právo

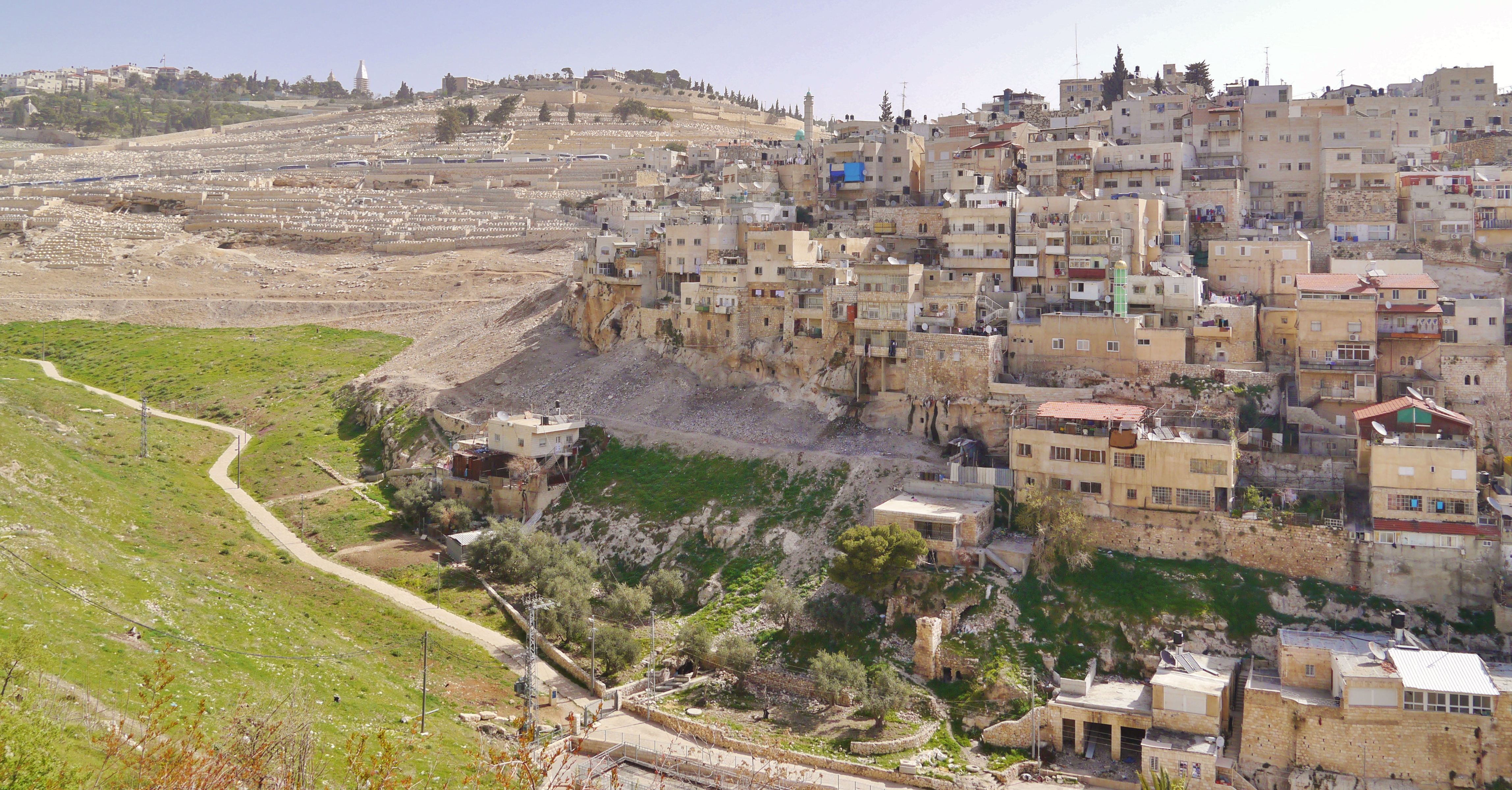
Východní Jeruzalém anektovaný v roce 1967 Izraelem.

Podle Ottova slovníku z roku 1889 je anexe legitimní, pokud je založena na výsledku předchozího referenda, konaného v souladu s právním řádem státu, jehož území bylo anektováno, kdežto pokud se děje jednostranným prohlášením anektujícího státu, je hrubým porušením suverenity státu. Mnohdy je anexe spojena s válkou nebo použitím či hrozbou síly, například když vítěz války částečně nebo úplně anektuje území protivníka.
Podle Charty Spojených národů z roku 1945 je každé použití nebo hrozba násilím vůči teritoriální celistvosti nějakého státu zakázána. Z toho plyne zákaz každé okupace a anexe, která se pokládá moderním mezinárodním právem za agresi.

## Příklady anexe od roku 1945
- Někteří analytici považují za anexi znovuovládnutí Tibetu Čínou v roce 1951.
- V roce 1967 Izrael anektoval východní Jeruzalém od Jordánska. Někteří izraelští politici také žádají anexi celé oblasti Západního břehu Jordánu.
- V roce 1969 Indonésie anektovala Západní Novou Guineu.
- V roce 1975 Indie anektovala do té doby portugalskou kolonii Goa a Daman a Díu.
- V roce 1975 Indie anektovala Sikkim.
- V roce 1975 Maroko anektovalo do té doby španělskou kolonii Západní Sahara.
- V roce 1981 Izrael anektoval Golanské výšiny od Sýrie.
- V roce 2014 Rusko anektovalo Krym od Ukrajiny.
- V roce 2022 Rusko anektovalo 4 části Ukrajiny (Luhanská lidová republika, Doněcká lidová republika, Záporožská oblast a Chersonská oblast)